# Прапор Корнуоллу
Прапор Святого Пірана (корн. Baner Peran) — прапор Корнволлу. Використовується корнцями, як символ їх ідентифікації.
Прапор є атрибутом Святого Пірана, абатом з 5-го сторіччя.

## Походження
Найдавніше відоме свідчення про цей прапор зафіксував Дейвіс Гілберт у своїй праці 1838 року: «Парафіяльна історія Корнуолла», в якій він посилається на
білий хрест на чорному тлі, [який] раніше був прапором Святого Пірана і штандартом Корнуолла; ймовірно, з деякою алюзією на чорну руду і білий метал олово
Той факт, що Гілберт визначає його як «колишній» штандарт Корнуолла, означає, що він вважав, що він використовувався до 1838 р. Однак, Гілберт не залишив записів про свої дослідження і посилався лише на свої «спогади».

## Схожість з іншими прапорами
Цей прапор є негативною копією прапора герцогства Бретань. Зв'язки між Корнуоллом та Бретанню добре задокументовані, але історичні зв'язки між двома прапорами, якщо такі існують, невідомі.

## Галерея

Прапор Герцога Корнуольського
Корнуольський кормовий прапор
Прапор яхт-клубу Port Navas Yacht Club